# Muhōmatsu no isshō
Muhōmatsu no isshō (無法松の一生, la vida de Matsu el Lliure) és una pel·lícula japonesa en color del 1958 dirigida per Hiroshi Inagaki, que és un remake de la pel·lícula del mateix títol rodada pels mateix director el 1943. Conta la història de Muhōmatsu, un home que arrossega un carro, protagonitzat per Toshiro Mifune que esdevé pare adoptiu del fill d'una recent vídua interpretada per Hideko Takamine.

## Argument
Japó, 1905. Matsugoro és un conductor d'un carro, viu d'esperit i de temperament optimista que el fan ser apreciat pels habitants de la vila. Un dia, Matsu socorre un noi ferit, Toshio. Els pares, Kotaro i Yoshioko, lloguen els seus serveis per portar-lo al metge. Matsu pren afecte per aquesta família. Quan el pare de Toshio mor, Matsu es converteix en un pare substitut del noi, a qui ajuda a criar. En secret s'enamora de Yoshioko, però és conscient que hi ha una diferència de classe entre ells. Matsu creu que per ella i el seu fill no serà més que un conductor de rics.

## Repartiment
- Toshiro Mifune - Matsugoro
- Hideko Takamine - Yoshiko Yoshioka
- Hiroshi Akutagawa - Capt. Kotaro Yoshioka
- Chishū Ryū - Shigezo Yuki
- Choko Iida - Otora
- Haruo Tanaka - Kumakichi
- Jun Tatara - Empleat del teatre
- Kenji Kasahara - Toshio Yoshioka
- Dump Matsumoto - Jove Toshio
- Nobuo Nakamura - Germà de Yoshiko
- Ichirō Arishima - Venedor ambulant
- Chieko Nakakita - Cunyada de Yoshiko
- Seiji Miyaguchi - Mestre
- Bokuzen Hidari

## Premis
El director Hiroshi Inagaki va guanyar el Lleó d'Or a la 19a Mostra Internacional de Cinema de Venècia de 1958.

## Manga
Shueisha va publicar un manga basat en la pel·lícula i serialitzat en Shūkan Shōnen Jump.